# Adelocera cambodiensis
Adelocera cambodiensis is een keversoort uit de familie kniptorren (Elateridae). De wetenschappelijke naam van de soort is voor het eerst geldig gepubliceerd in 1927 door Fleutiaux.